# الإعلان الصيني البريطاني المشترك
الإعلان الصيني البريطاني المشترك (كما يُعرَف اختصاراً) أو حسب اسمه الرسمي الإعلان المشترك بين حكومة مملكة بريطانيا العظمى وشمال إيرلندا المتحدة وحكومة جمهورية الصين الشعبية بخصوص قضية هونغ كونغ هي اتفاقية وُقِّعت في 19 ديسمبر عام 1984 بمدينة بكين بين رئيس الوزراء الصيني زاو زيانغ ورئيسة الوزراء البريطانية مارغريت ثاتشر، فيما يتعلَّق بنقل ملكية منطقة هونغ كونغ من المملكة المتحدة إلى جمهورية الصين الشعبية بعد قرنٍ كامل من وقوعها تحت الحكم البريطاني.
دخل الإعلان الصيني البريطاني حيّز التنفيذ بعد مصادقة كلا الطرفين عليه في 27 مايو عام 1985، وسجَّلته المملكة المتحدة وجمهورية الصين الشعبية رسمياً لدى الأمم المتحدة في 12 يونيو من العام ذاته. صرَّحت الصين في الاتفاقية بأنها قرَّرت أن تعيد لمنطقة هونغ كونغ حكمها الذاتي السَّابق (ليشمل ذلك مناطق جزيرة هونغ كونغ وشبه جزيرة كولون والأقاليم الجديدة) في الأول من يوليو عام 1997، ووافقت المملكة المتحدة على نقل ملكية هونغ كونغ إلى جمهورية الصين الشعبية في التاريخ ذاته. كما فصَّلت الصين في الاتفاقية عدداً من سياساتها الأساسية التي ستعامل هونغ كونغ وفقاً لها.